# Aaron Dessner
Aaron Dessner (* 23. dubna 1976) je americký hudebník-multiinstrumentalista, hrající na kytaru, baskytaru, klávesové nástroje a další, hudební producent a skladatel. Je dvojčetem hudebníka Bryce Dessnera, s nímž působí v kapele The National. V roce 2001 založil spolu se svým bratrem Brycem a Alecem Hanleyem Bemisem vydavatelství Brassland Records. Produkoval alba řady hudebníků či skupin, mezi něž patří například Frightened Rabbit, Sharon Van Etten a Lisa Hannigan. Spolu se svým bratrem je autorem hudby k filmům Big Sur (2013) a Hraniční kontrola (2016).

## Diskografie
- The National (The National, 2001)
- Sad Songs for Dirty Lovers (The National, 2003)
- Alligator (The National, 2005)
- Boxer (The National, 2007)
- The Conformist (Doveman, 2009)
- Dark Was the Night (různí, 2009)
- High Violet (The National, 2010)
- Tramp (Sharon Van Etten, 2012)
- Hummingbird (Local Natives, 2013)
- Trouble Will Find Me (The National, 2013)
- Passerby (Luluc, 2014)
- Music for Heart and Breath (Richard Reed Parry, 2014)
- Wilder Mind (Mumford & Sons, 2015)
- Bashed Out (This Is the Kit, 2015)
- For the Company (Little May, 2015)
- Then Came the Morning (The Lone Bellow, 2015)
- Day of the Dead (různí, 2016)
- At Swim (Lisa Hannigan, 2016)
- Painting of a Panic Attack (Frightened Rabbit, 2016)
- Sleep Well Beast (The National, 2017)